# Erdei ökörszemlepke
Az erdei ökörszemlepke (Hyponephele lycaon) a tarkalepkefélék családjába tartozó, Európától Közép-Ázsiáig elterjedt lepkefaj. 

## Megjelenése
Az erdei ökörszemlepke szárnyfesztávolsága 3,5-4,5 cm. A hím elülső szárnyai barnák, középen narancsos árnyalattal; csúcsán kis fekete, kerek petty látható. Az illatcsík igen keskeny és hosszú sávban húzódik a sejt alsó határa mentén. Az elülső szárny fonákja vörösesbarna, csúcsán nagyobb fekete szemfolt látható; de széle és a hátulsó szárny szürkésbarna. 
A nőstény alapszíne világosabb, sárgásbarna, a szélének sávja fakó okkersárga; szélén nagy okkersárgás udvarban két nagyobb, kerek fekete folt található, néha a közepén kis fehér "pupillával". Az elülső szárny külső szegélye meredek, csak ritkán és alig homorú, hátsó szárnyának széle hullámos és nem erősen csipkés. Az elülső szárny fonákján vöröses-narancsos alapon két szemfolt (kivételesen az alsó hiányozhat) látszik, a felsőnek fehér pupillája is van. A hátsó szárny fonákja a nőstény esetében is szürkésbarna, rejtőszínű.  
A szemfoltok mérete, illetve jelenléte változékony.
Petéje csonkakúp alakú, halványsárga színű, erősen bordázott.
Hernyója élénkzöld, hátvonala sötét, oldalt fehér vonalakkal és sárga oldalvonallal. Feje is zöld, két függőleges, vörösbarna "szemcsíkkal".

### Hasonló fajok
A homoki ökörszemlepke, a nagy ökörszemlepke, a kis ökörszemlepke, esetleg a kis szénalepke hasonlíthat rá.

## Elterjedése
Európában, valamint Nyugat- és Közép-Ázsiában honos. Északon egészen Finnország déli részéig hatol. Magyarországon korábban a hegy- és dombvidékeken sokfelé élt, de az ezredforduló után ismeretlen okokból szinte teljesen eltűnt. Jelenleg csak a Keleti-Bakonyban van bizonyított előfordulása, ezenkívül a közelmúltban még az Aggteleki-karszton is megfigyelték.    

## Életmódja
Tápanyagszegény, száraz, homokos-köves rétek, legelők, sziklalejtők, ritkás erdők lepkéje nagyjából 2000 méteres magasságig. 
Az imágók Magyarországon július-augusztusban repülnek. A nőstények különböző füvek, perjefélék leveleire rakják petéiket, a talajhoz közel. A hernyó nem sokkal kikelése után hibernálódik, áttelel és a következő év tavaszán bebábozódik. 
Magyarországon védett, természetvédelmi értéke 50 000 Ft.

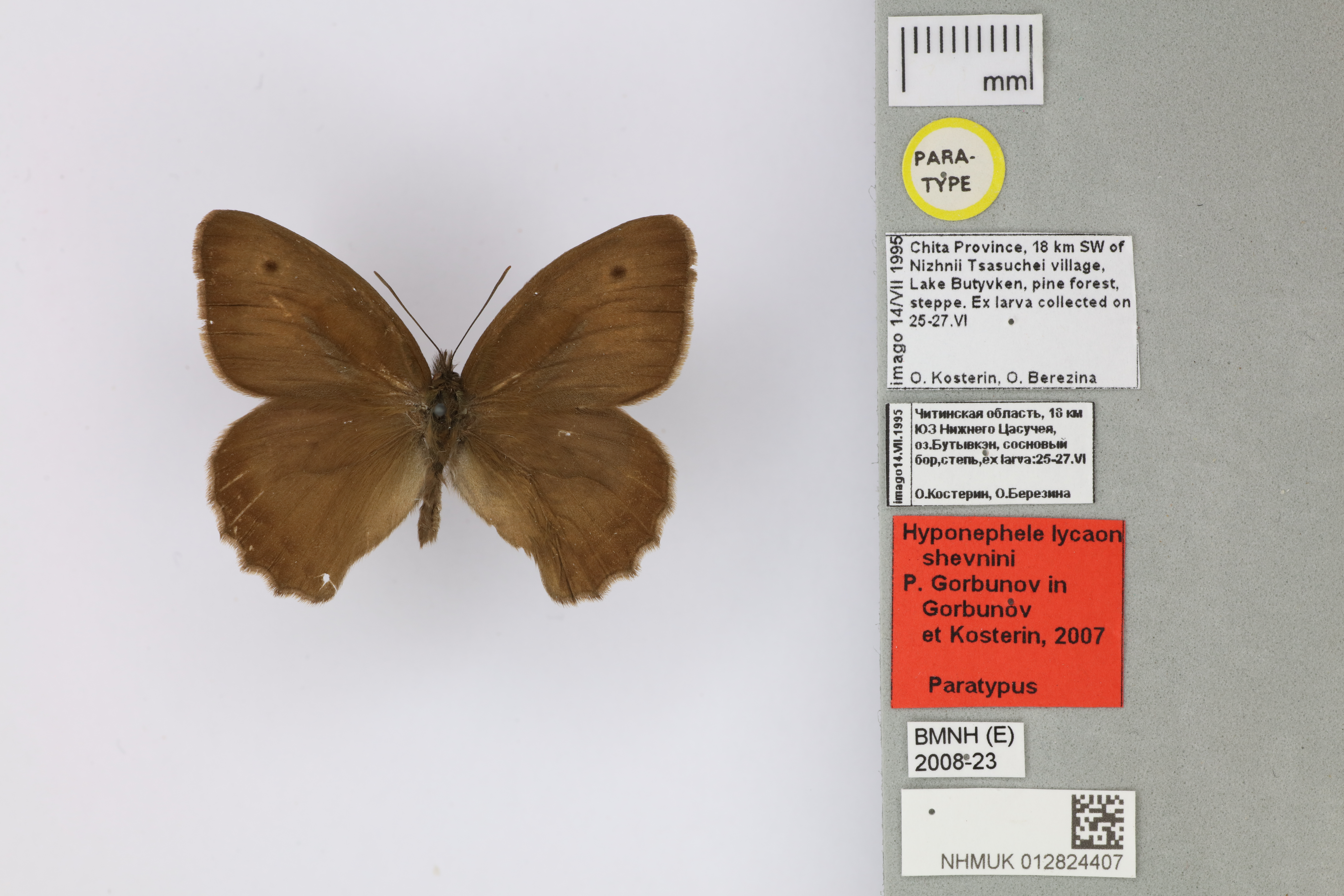
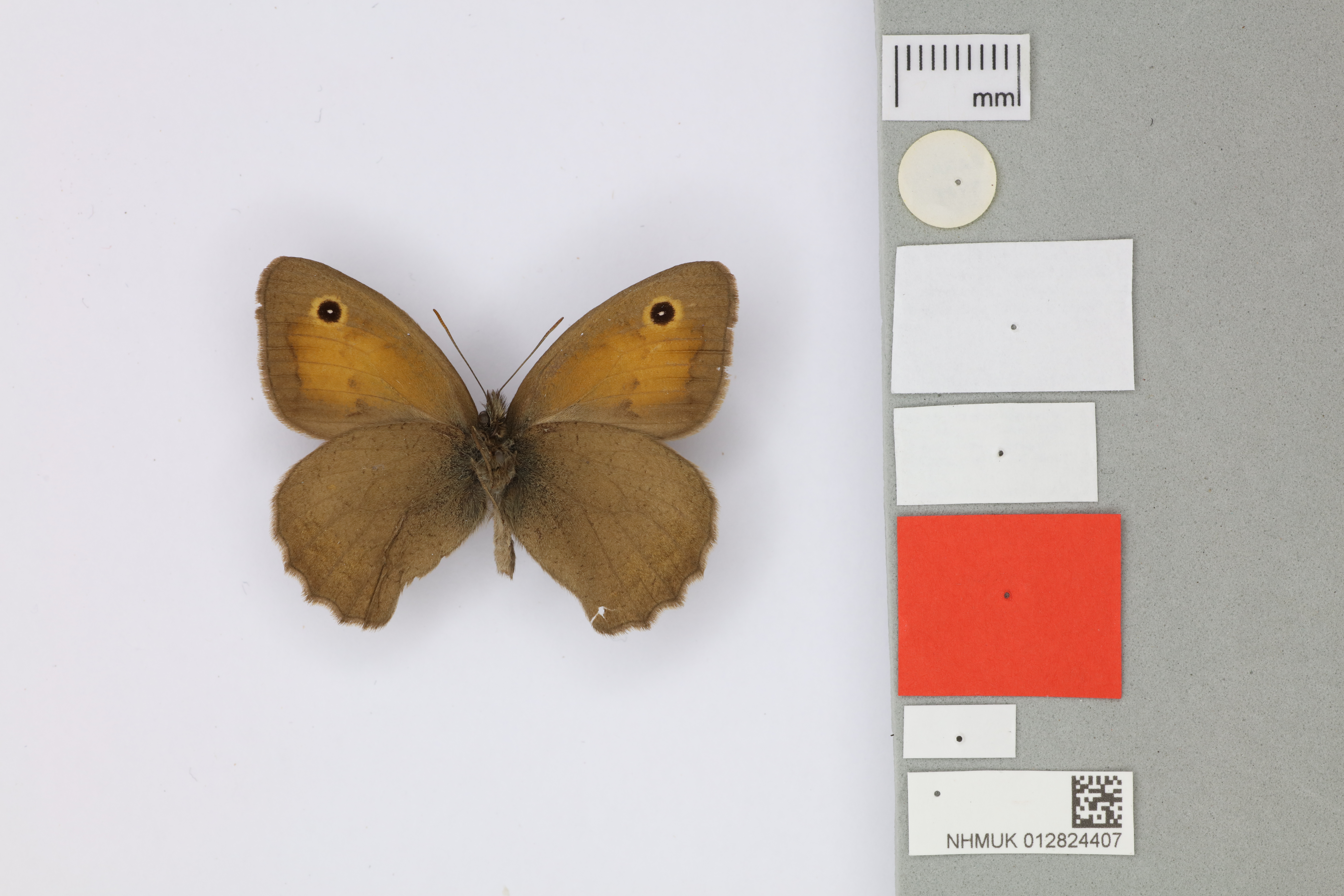
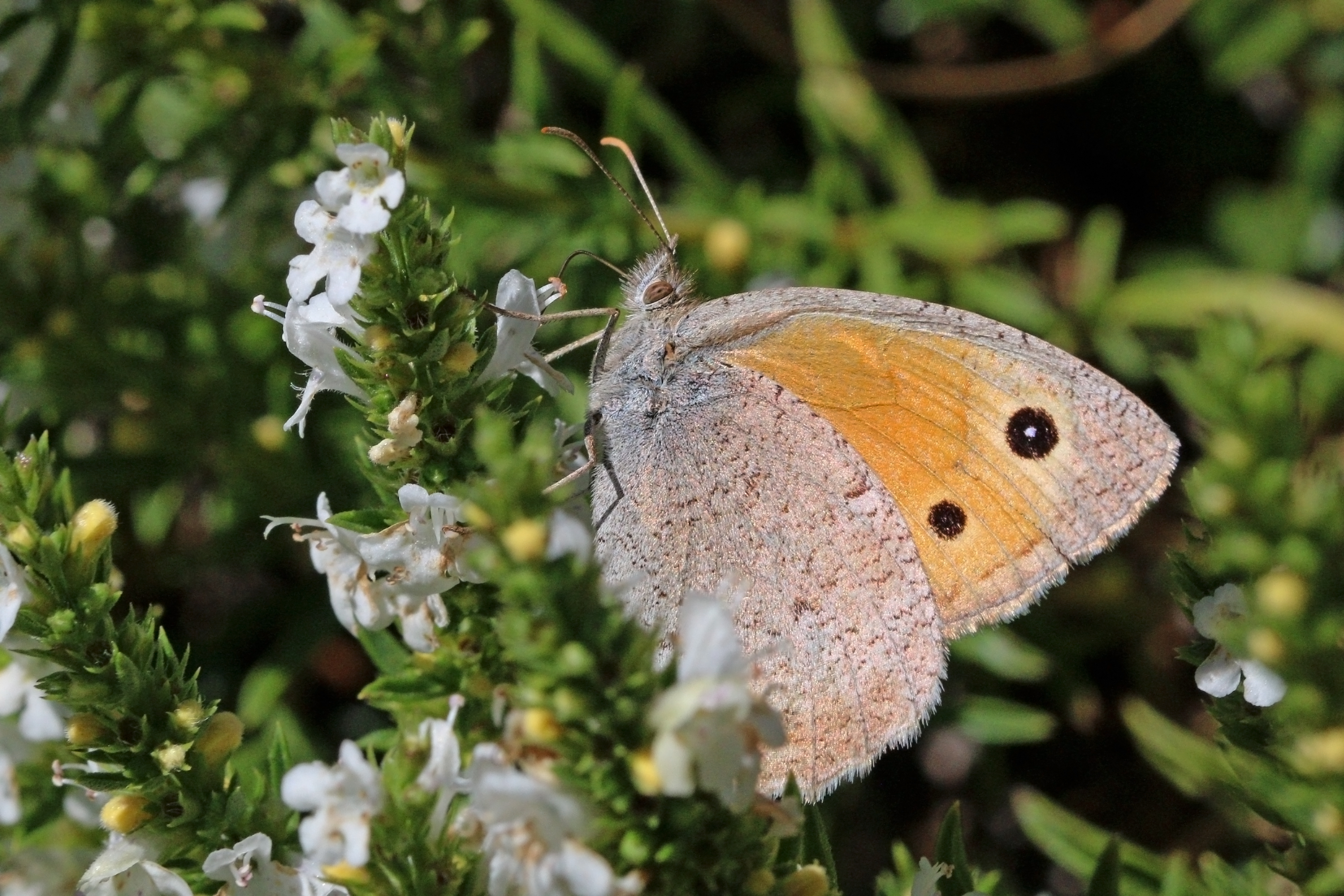
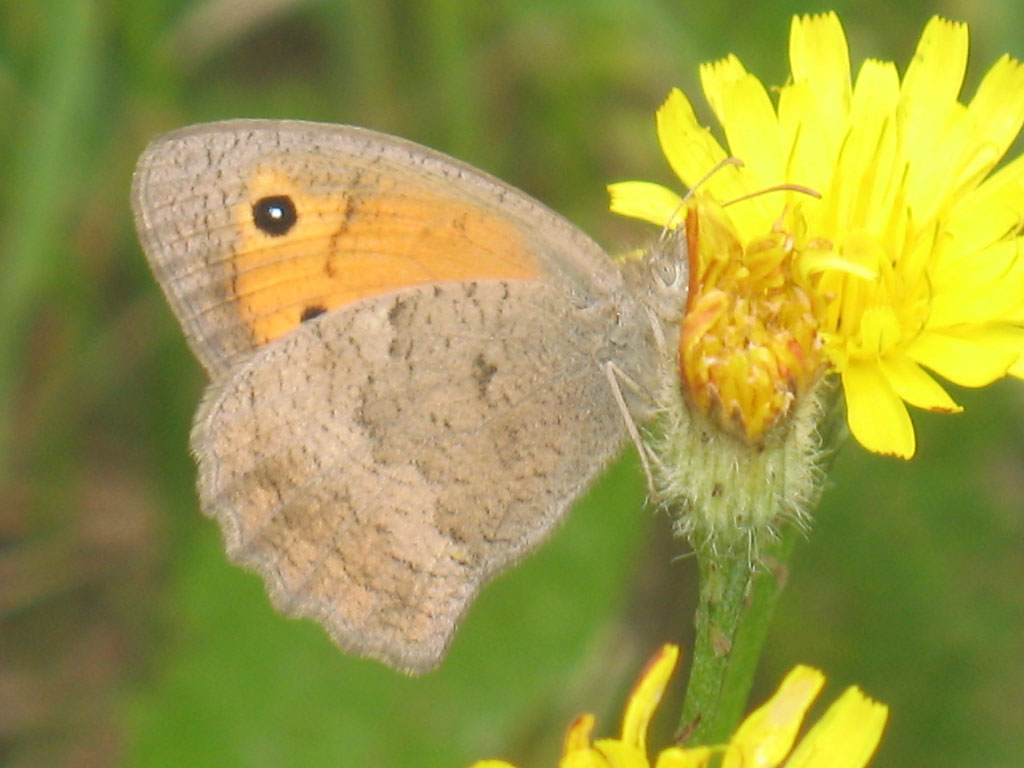
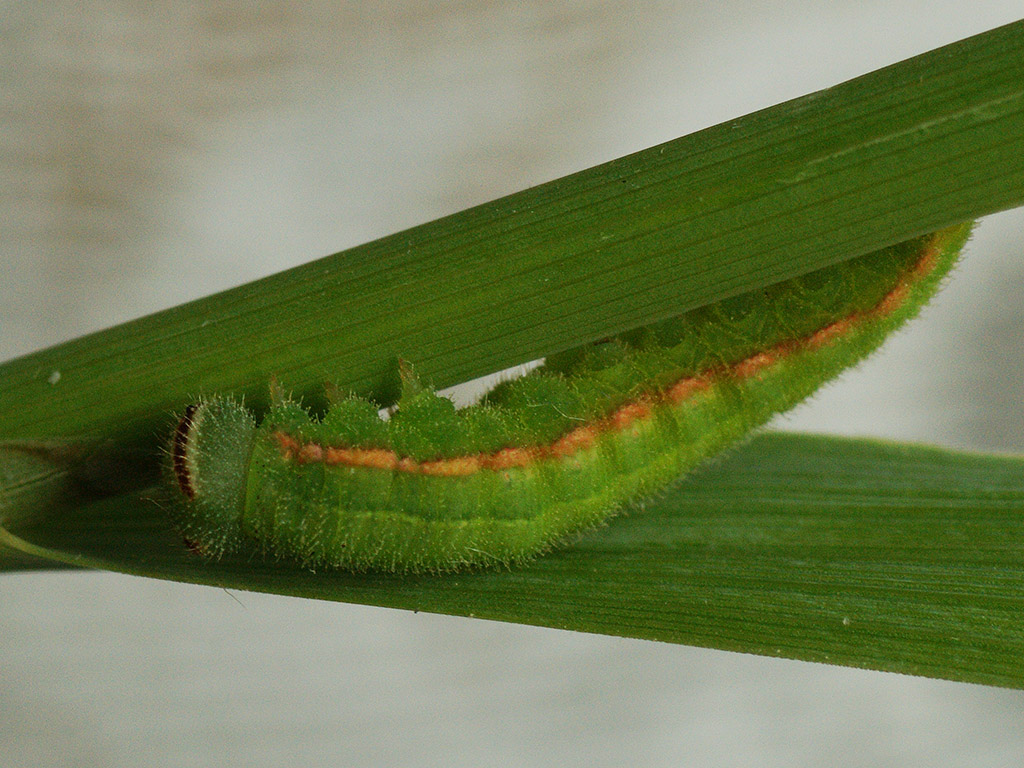